# Монастирець (Львівський район)
Монастире́ць — село в Україні, у Львівському районі Львівської області. Орган місцевого самоврядування — Комарнівська міська рада.
За даними перепису населення 2023 року, у селі мешкало 200 осіб.
У селі знаходиться дерев'яна церква Обрізання Господнього, 1912 року.